# Jugoslaviens herrjuniorlandslag i ishockey
Jugoslaviens herrjuniorlandslag i ishockey representerade Jugoslavien i ishockey för herrjuniorer. Laget spelade sin första landskamp den 23 mars 1981 i Strasbourg under juniorvärldsmästerskapets B-grupp, och förlorade då med 3-7 mot Schweiz.

### Fotnoter
1. ↑  ”Championnat du monde 1981 des moins de 20 ans”. Hockeyarvhives. 1980-1981. http://www.passionhockey.com/hockeyarchives/U-20_1981.htm. Läst 15 december 2013.